# Ernst Eisentraut
Ernst Anton Eisentraut (* 28. Oktober 1873 in Gera; † 8. Januar 1941 ebenda) war ein deutscher Gewerkschaftsfunktionär und Politiker (SPD, USPD).

## Leben
Eisentraut war der Sohn des Webers Carl Friedrich Hermann Eisentraut und dessen Ehefrau Emma Pauline geborene Ludwig. Er war evangelisch-lutherischer Konfession und heiratete am 10. Januar 1897 in Gera die Schneiderin Olga Klara Förstel (* 27. März 1874 in Oberrenthendorf; † 29. April 1946 in Gera), die Tochter des Postillions Karl Friedrich Förstel in Debschwitz.
Eisentraut machte eine Lehre als Eisendreher und arbeitet in Gera im erlernten Beruf. Er wurde Mitglied und später hauptamtlicher Mitarbeiter im Metallarbeiterverband. Von August 1905 bis 1919 war er Geschäftsführer des Metallarbeiterverbandes in Gera. Später arbeitete er als Berufsvormund in Gera.

## Politik
Eisentraut war Mitglied der SPD. 1917 trat er zur USPD über.
Vom 1. April 1910 bis zu 31. März 1913 war er Mitglied im Gemeinderat der Stadt Gera. Am 2. Februar 1919 wurde er für die USPD in den letzten Landtag Reuß jüngerer Linie gewählt. Als solcher wurde er Mitglied des vereinigten Landtages des Volksstaates Reuß. Am 1. Mai 1920 schlossen sich der Volksstaat Reuß und sechs weitere thüringische Kleinstaaten zum Land Thüringen zusammen. Damit wandelte sich der Reußer Landtag in eine Gebietsvertretung. Auch dieser gehörte er bis zur Auflösung am 31. März 1923 an, auch nachdem sie sich verkleinert hatte. 